# Кобылянский, Иван Андреевич
Иван Андреевич Кобылянский (8 декабря 1942, Гомель — 18 декабря 2005, Гомель) — советский автогонщик. Двукратный призёр чемпионата СССР (1975, 1976), двадцатикратный чемпион Белорусской ССР. Мастер спорта СССР.

## Биография
Победитель первенства Гомельской области по автокроссу в классе ГАЗ-51 (1970, 1972). В 1971 году — победитель республиканского конкурса профессионального мастерства в классе «Волга» среди молодых водителей и второй призер всесоюзного конкурса профессионального мастерства. Чемпион Гомельской области и Белорусской ССР по автомногоборью в классе «Волга». В 1972 году — чемпион Белорусской ССР по автомногоборью в классе «Волга». Начал участвовать в кольцевых гонках на ГАЗ-21.
В 1974 году занял 7 место в чемпионате СССР по кольцевым гонкам в классе 7 группы 1, третье место в чемпионате Белорусской ССР по ралли в классе X группы 1. В 1975 году — третье место в чемпионате СССР и второе место в чемпионате Белорусской ССР по кольцевым гонкам в классе 7 группы 1. Чемпион Белорусской ССР по ралли в классе X группы 1. Присвоено звание мастера спорта. В 1976 году — второй призёр чемпионата СССР и чемпион Белорусской ССР по кольцевым гонкам в классе 7 группы 1. Чемпион Белорусской ССР по ралли в классе X группы 1.
В 1977 году — чемпион Белорусской ССР по кольцевым гонкам в классе I, победитель гонок на приз ежемесячника «За безопасность движения». Чемпион Белорусской ССР по ралли в классе X группы 1. В 1978 году — чемпион Белорусской ССР по кольцевым гонкам в классе I, второй призёр Белорусской ССР по ралли в классе III. В 1979 году — 14 место в чемпионате СССР и 1 место в чемпионате Белорусской ССР по кольцевым гонкам в классе I. Чемпион Белорусской ССР по ралли в классе III.
В 1981 году — 10 место в чемпионате СССР и чемпион Белорусской ССР по кольцевым гонкам в классе 7 группы A2/1. В 1983 году — чемпион Белорусской ССР по кольцевым гонкам в классе 8 группы A2/1. В 1987 году — чемпион Белорусской ССР по ралли и по ипподромным гонкам в классе 10 группы A2/1, 15 место в чемпионате СССР по ралли в этом же классе.
В качестве тренера параллельно с участием в гонках и после завершения гоночной карьеры подготовил семь кандидатов в мастера спорта и одного мастера спорта.
Скончался в 2005 году. Похоронен в Гомеле на кладбище «Осовцы».